# Bryant Dunston
Pour les articles homonymes, voir Dunston.
Bryant Dunston, né le 28 mai 1986 au Kentucky, est un joueur américano-arménien de basket-ball. Il évolue au poste de pivot.

## Biographie
Recruté par l'Olympiakós à l'été 2013, il participe à l'Euroligue 2013-2014. Il est nommé meilleur joueur de la troisième journée de la saison régulière de l'Euroligue avec 19 points (à 7 sur 9 au tir), 8 rebonds et 3 contres pour une évaluation de 33. Il est aussi meilleur joueur des 3e et 4e journées des quarts de finale de l'Euroligue dans deux victoires de l'Olympiakós dans la série qui l'oppose au Real Madrid,. L'Olympiakós est toutefois éliminé au 5e match de la série, à Madrid. Il est nommé meilleur défenseur de la saison en Euroligue.
Lors de la saison d'Euroligue 2014-2015, Dunston est de nouveau élu meilleur défenseur.
En juin 2015, Dunston signe un contrat de deux ans avec l'Anadolu Efes Spor Kulübü.
En avril 2017, Dunston est co-MVP de la 3e journée des playoffs d'Euroligue, ex æquo avec deux coéquipiers du Real Madrid : Luka Dončić et Gustavo Ayón.
En mai 2019, Dunston prolonge pour deux ans avec l'Anadolu Efes.
En octobre 2020, Dunston devient le nouveau détenteur du nombre de contres réalisés en Euroligue pendant une carrière. Il dépasse les 249 contres réalisés par Fran Vázquez pendant sa carrière.

## Palmarès
- Champion de Grèce : 2015
- Champion de Turquie : 2019, 2021
- Vainqueur de l'Euroligue 2020-2021 et 2021-2022 avec l'Anadolu Efes.
- Vainqueur de la coupe de Turquie en 2022